# Stanley Ibe
Stanley Ibe (Abia, 19 luglio 1984) è un calciatore nigeriano, attaccante dell'AVIA Čakovice.

## Carriera

### Club

#### Příbram
Debutta con il Příbram il 28 agosto 2010 nella vittoria casalinga per 1-0 contro il Hradec Králové
Fa la sua ultima partita con il Příbram il 17 ottobre 2010 nella sconfitta fuori casa per 5-1 contro lo Jablonec dove subentra al 77' a Daniel Huňa.

#### Bohemians Praga
Debutta con il Bohemians Praga il 13 agosto 2011 nella vittoria casalinga per 1-0 contro il Karviná dove subentra al 68'a Oleg Duchnič.

#### Daugava
Il 2 luglio 2012 passa al Daugava. Debutta con i compagni lettoni il 5 luglio 2012 nel primo turno preliminare di Europa League contro il Sūduva. Debutta nel campionato lettone l'8 luglio 2012, nella vittoria casalinga per 3-0 contro il Ventspils, dove mette a segno una doppietta. Nella stagione 2012-2013 ha segnato 2 gol in 2 presenze nei preliminari di Europa League.

#### UTA Arad
Nel marzo 2014 si accasa con i romeni dell'UTA Arad ma un infortunio gli impedisce di scendere in campo con continuità e conclude la stagione con 4 presenze e 1 gol.

#### Olympia Agnonese
Il 19 dicembre 2014, dopo una querelle durata mesi a causa della mancata concessione del transfert, viene tesserato dalla squadra molisana dell'Olympia Agnonese, società militante nel girone F della Serie D.

## Palmarès

### Club

#### Competizioni nazionali
- Campionato lettone: 1

Daugava: 2012
- Ziemas Kauss: 1

Daugava: 2013
- Supercoppa di Lettonia: 1

Daugava: 2013